# Nierenszintigrafie mit MAG3

MAG3-Komplex mit Technetium-99m

Die dynamische Nierenszintigrafie mit MAG3 ist ein diagnostisches Verfahren in der Nuklearmedizin und dient der Nierenfunktionsprüfung (Nierenszintigrafie). MAG3 steht für Mercaptoacetyltriglycin bzw. Mercaptoacetylglycylglycylglycin. Das Verfahren hat sich als Standardverfahren etabliert und andere Methoden (z. B. „nach Oberhausen“) verdrängt. MAG-3 wurde 1986 an der University of Utah von Alan R. Fritzberg, Sudhakar Kasina und Dennis Eshima entwickelt. Die Phase-III-Tests wurden 1988 erfolgreich beendet. Wesentliche Arbeiten zur Verwendung von MAG-3 u. a. zur Clearanceberechnung bei Kindern mit Hilfe der Single-Sample-Bubeck-Methode wurden von Bernd Bubeck geliefert, der auch den Begriff der tubulären Extraktionsrate (TER) etablierte.

## Hintergrund
Die ideale Substanz zur Funktionsszintigrafie soll sich schnell und stark in der Niere anreichern sowie ohne parenchymatische Retention in den Urin ausgeschieden werden, um damit Gewebe und Hohlraumsystem der Nieren beurteilen zu können. Daneben sollte sie pro Nierenpassage möglichst vollständig entfernt werden. Die Substanz sollte darüber hinaus mit einem Gammaemitter markierbar sein, der mit Hilfe von Gammakameras gut darstellbar ist und zu einer geringen Strahlenbelastung des Patienten führt. Nicht strahlende Moleküle werden radioaktiv markiert, um diese genannten Bedingungen zu erfüllen.
Die Clearance-Bestimmung mit o-Iod-Hippursäure (abgekürzt OJH) ist bis heute der Goldstandard in der Nuklearmedizin, da sein biologisches Ausscheidungsverhalten nahezu ideal für die Fragestellung der Clearancebestimmung ist. Es wird schneller ausgeschieden als jedes andere bekannte Radiopharmakon. Das im Radiopharmakon OJH verwendete 131I besitzt jedoch einen Betastrahlenanteil und eine vergleichsweise lange Halbwertszeit von 8 Tagen, was eine hohe Strahlenbelastung mit sich bringt. Die strahlenhygienisch weit günstigere Version mit 123I ist in der Beschaffung weit teurer und schwieriger als der Technetium-Tracer. OJH wird heute daher kaum mehr verwendet.
99mTc-MAG3 verbesserte die Bildqualität von Nierenszintigrammen, da das Radionuklid 99mTc durch seine geringere Photonenenergie (140 keV anstelle von 364 keV) den Abbildungseigenschaften von Gammakameras entgegenkommt. Darüber hinaus ist die Strahlenbelastung durch die Untersuchung wegen des Wegfalls der Beta-Komponente und wegen der mit 6 Stunden erheblich kürzeren Halbwertszeit von 99mTc erheblich geringer als bei Verwendung von OJH. Bei gleicher injizierter Aktivität sind die Strahlenbelastung der Nieren (Organdosis) um einen Faktor 3,6 und das „Effektive Dosisäquivalent“ (nach ICRP 1979) um den Faktor 6,2 niedriger. Letzteres beträgt bei Anwendung von 100 MBq 99mTc-MAG3 ca. 0,8 mSv.

## Indikation
Die Nierenszintigrafie mit MAG3 dient der Darstellung, der Perfusions- und der Funktionskontrolle der Nieren bei Verdacht auf eine Schädigung oder Beeinträchtigung der Nierenfunktion. Vor allem einseitige Nierenschäden können quantitativ erfasst werden, die Aussagekraft bei systemischen Nierenerkrankungen gilt jedoch als gering.

## Die Untersuchung

### Vorbereitung
Kinder sollen einen halben Liter ihres Lieblingsgetränkes, Erwachsene sollen 10 ml/kg Körpergewicht Flüssigkeit trinken. Kinder und Erwachsene sollen vor Untersuchungsbeginn die Harnblase leeren. Milch von Babys zählt nicht als Getränk, sondern als Speise.

### Dosierung
Bei kombinierter Perfusions- und Funktionsszintigrafie wird bei Erwachsenen eine Aktivität von ca. 100 MBq 99mTc-MAG3, bei Kindern werden 4 MBq pro kg Körpergewicht verabreicht. Bei einer reinen Funktionsszintigrafie werden bei Erwachsenen 60–80 MBq und bei Kindern 1–2 MBq/kg Körpergewicht verabreicht. Bei einer rein quantitativen Clearancebestimmung ohne Kameramessung werden 10–20 MBq verwendet.

### Untersuchungsablauf
Die Gesamt-Untersuchungsdauer beträgt etwa eine Stunde. Nach Feststellung der Krankenvorgeschichte (Anamnese) erfolgt die Injektion des Radiopharmakons. Dieses sollte schnell und möglichst in einem kleinvolumigen Bolus gespritzt werden, gefolgt von 10–20 ml isotoner Kochsalzlösung in unmittelbarem Anschluss und mit maximal möglichem Druck. Nun folgt die insgesamt etwa 30-minütige Aufnahme mit Hilfe einer Gammakamera.
Es wird meist eine kombinierte Perfusions- und Funktionszintigraphie durchgeführt: Während der ersten Minute werden 60 Aufnahmen von jeweils einer Sekunde Dauer angefertigt (dynamische Perfusionsaufnahme). In Minute zwei wird mit einem Bild pro 5 Sekunden akquiriert und im Anschluss bis Minute 20 werden durchgehend einminütige Aufnahmen erstellt (Funktionsaufnahme). Der Patient sitzt üblicherweise, der Kopf der Gammakamera liegt am Rücken des Patienten an. Während der Aufnahme werden ein bzw. zwei Blutentnahmen durchgeführt. Ggf. kann während der Aufnahme ein Diuretikum verabreicht werden, um die Nierenfunktion anzukurbeln. Nach dem Ende der Aufnahme sollte der Patient Wasser lassen und im Anschluss sollte eine Aufnahme im Liegen erfolgen (Kamerakopf ebenfalls am Rücken anliegend), um so eine mögliche Lageveränderung der Nieren beurteilen zu können.

### Auswertung
Zur Auswertung werden ROIs über beide Nieren, über einen Aortenabschnitt und über eine Untergrundregion gelegt. Die Untergrundregion befindet sich idealerweise außerhalb großer Gefäße und außerhalb von Leber und Milz, idealerweise zwischen beiden Nieren. Mit Hilfe der beiden Nieren-ROIs werden von Minute eins an separate Perfusionskurven erstellt. Die Aorten-ROI dient der Kontrolle der Bolus-Qualität.
Die Untergrund-ROI wird ausschließlich für die Seitenberechnung benutzt.
Zeitpunkt 0 für alle Berechnungen wird mit Hilfe eines Markers manuell festgelegt. Er ist definiert als der Fußpunkt der zuerst ansteigenden Nieren-ROI-Kurve. Die den Kurven zugrundeliegenden Rohdaten werden mit einem üblichen Verfahren geglättet; über den gesamten Untersuchungsablauf erzeugte Funktionskurven sind Grundlage der Berechnung des Funktionsanteils beider Nieren. Die Berechnung basiert auf den im Zeitintervall 60–100 Sekunden nach Kurvenanstieg ermittelten Daten. Damit wird vermieden, dass der Seitenanteil einer gestauten Niere überschätzt wird; ebenso liegt der Zeitpunkt von möglichen Aktivitätsschwankungen der Untergrund-ROI außerhalb dieses Zeitfensters und geht aus diesem Grund nicht verfälschend in die Berechnung ein.
Der Clearance-Index, angegeben in Cps/MBq (Counts per Second per Megabecquerel), errechnet sich wie folgt:
{\displaystyle {\frac {(F_{1}+F_{2})}{D_{i}\!\ \delta t}}f_{AC}\!\ 10^{x}}
mit
F1 = Teilintegral des Steigungsdreiecks unter Nierenkurve 1

F2 = Teilintegral des Steigungsdreiecks unter Nierenkurve 2

Di = Aktivität zum Zeitpunkt der Injektion

{\displaystyle \delta t} = Zeitintervall, über das integriert wird

fac = Schwächungskorrekturfaktor eµs mit µ=1,53 [cm−1] (Absorptionskoeffizient für 99mTc)

s = Abstand Niere–Hautoberfläche [cm]

10x = Skalierungsfaktor mit x=0..2

### Ergebnis
Die Nierenszintigrafie mit MAG3 dient der Perfusions-, der Funktions- und der Clearance-Bestimmung beider Nieren absolut oder im Vergleich vor bzw. nach einem Eingriff (z. B. Chemotherapie). Daneben liefert sie die Organgrößen, zeigt Verschmelzungs-, Wander- oder Stauungs- bzw. Doppelnieren an und stellt eine ggf. bestehende Harnabflussstörung dar. Mit Hilfe der MAG-3-Clearance kann man die tubuläre Extraktionsrate TER bei Erwachsenen und Kindern bestimmen. Aussagen zur glomerulären Filtration sind nicht möglich. Absolute Werte für eine tubuläre Extraktion (mit der Einheit ml/min) des verwendeten Tracers sind im klinischen Alltag ohne Relevanz. Als Ergebnis der dynamischen Nierenszintigraphie mit MAG3 erhält man das Verhältnis beider Nieren (immer mit der Summe 100 %) hinsichtlich der Ausscheidung der Testsubstanz über die Nierenkanälchen; diese arbeiten unabhängig von den Podozyten und Glomeruli. Aber auch zur normalen oder pathologischen Tubulusfunktion können keine Aussagen gemacht werden, denn die Aufgabe der Tubuli ist die Rückresorption und nicht die gegenteilige Sekretion.